# Saideke Balai
Saideke Balai è un film del 2011 diretto da Wei Te-Sheng.